# Számla (könyvelés)
A számla a számvitel alapvető adatstruktúrája, amelynek segítségével összegyűjtik a közös jellemzőkkel rendelkező gazdasági események adatait.
A számla alapvetően egy olyan táblázat, amely tetszőleges számú sort és két fő oszlopot tartalmaz. A bal oldali oszlop neve „Tartozik” (jele T), a jobb oldali oszlop neve „Követel” (jele K). Mindkét fő oszlop több adatot tartalmaz: a bejegyzés (gazdasági esemény) dátuma, összege, szöveges magyarázat, illetve a feldolgozáshoz szükséges csoportosító kritériumokat.
A számlát egy (általában) numerikus kód jelöli, amelyet számlaszámnak neveznek. Egyes országokban a számlák kódolását jogszabályban rögzítik (pl. Magyarországon a számviteli törvény az első karaktert határozza meg, Szlovákiában az első három karakter rögzített.) Általában a számlák sorszámozását úgy alakítják ki, hogy a számla kódja a számla tartalmazza a számla rendeltetésére vonatkozó információkat – például Magyarországon az 1-essel kezdődő számlákra a tárgyi eszközökkel kapcsolatos tételeket kell könyvelni, a 2-essel kezdődő számlákra a készletekkel kapcsolatos tételeket.
A szemléletesség kedvéért a számvitel oktatásában, illetve a módszertani segédletekben a számlákat T-betű alakban ábrázolják (ezt a könyvelői zsargon akasztófa néven ismeri). A T-betű vízszintes vonala felett található a számla sorszáma és megnevezése, a függőleges szár két oldalára írják fel a tartozik illetve követel jellegű könyvelési tételeket.

## Számlafajták
- eszközszámlák, amelyek a mérleg Eszközök oldalán levő objektumok könyvelésére szolgálnak,
- forrásszámlák, amelyek a mérleg Források oldalán levő objektumok könyvelésére szolgálnak,
- bevételszámlák, amelyekre a vállalkozás bevételeit rögzítik,
- költség- (ráfordítás) számlák, amelyekre a vállalkozás költségeit rögzítik.

Az eszköz- és költségszámlák esetében a növekedést a bal, vagyis Tartozik oldalra kell könyvelni, a csökkenést a jobb, vagyis Követel oldalra. A forrás- és bevételszámlák esetében a növekedést a jobb, vagyis Követel, a csökkenést a bal, vagyis Tartozik oldalra kell könyvelni.
A számlák bal és jobb oldalán levő könyvelési tételek előjelhelyes összegét a számla egyenlegének nevezik. Az eszköz- és költségszámlák esetében jellemzően a Tartozik tételek összege nagyobb, mint a Követel tételek összege, így az egyenleg Tartozik jellegű lesz. A forrás- és bevételszámlák esetében a jellemzően a Követel tételek összege nagyobb, mint a Tartozik tételek összege, így az egyenleg Követel jellegű lesz.